# 진정초등학교
진정초등학교는 대한민국 경상남도 하동군 금남면 진정리에 있는 공립 초등학교이다.

## 학교 연혁
- 1924년 10월 20일 진정공립보통학교(4년제) 개교설립인가 8월 31일
- 1935년 3월 26일 6년제 인가
- 1938년 4월 1일 진정공립심상소학교로 개칭[1]
- 1941년 4월 1일 진정공립국민학교로 개칭[2]
- 1984년 6월 15일 병설유치원 개원
- 1996년 3월 1일 진정초등학교로 개칭[3]
- 2008년 2월 29일 병설유치원 폐원
- 2018년 9월 1일 제25대 김행식 교장 취임
- 2020년 2월 14일 제94회 졸업(총 5,971명)

## 참고 자료
- 진정초등학교 - 한국교육학술정보원 학교알리미